# Amata ticaonis
Amata ticaonis är en fjärilsart som beskrevs av George Francis Hampson 1907. Amata ticaonis ingår i släktet Amata och familjen björnspinnare. Inga underarter finns listade i Catalogue of Life.